# 龍運巴士A38線
龍運巴士A38線是由香港龍運巴士營運的一條機場日間巴士路線，來往荃灣（荃威花園）及機場（地面運輸中心），為荃景圍、荃灣西約、汀九、深井以及青龍頭一帶乘客提供來往機場及港珠澳大橋香港口岸的巴士服務。本線的前身為A31P，在2019年9月21日起改稱A38。

## 歷史
- 2016年8月13日：路線前身A31P線開辦，總站為愉景新城，為荃灣西約、汀九、深井一帶乘客提供來往機場的巴士服務。
- 2017年1月21日：A31P線每日由愉景新城開出之頭班車（05：45）及由機場開出之尾班車（23：45）試驗性繞經青龍頭，試辦期至同年4月30日為止，後延長至同年8月31日。[4]
- 2017年6月7日：深宵機場路線—NA30線投入服務，只限指定日子提供服務。[5]
- 2018年6月25日：A31P線繞經青龍頭特別班次列為常規服務，並增加至來回各四班車。
- 2018年12月1日：NA30線試行每日00:40開出一班由港珠澳大橋香港口岸開往愉景新城，途經機場地面運輸中心及國泰城，直至另行通告。[6]
- 2019年2月28日：NA30線試辦期結束。[7]
- 2019年9月21日：A31P線延長至荃威花園及全日繞經青龍頭，並改稱A38線，往機場方向在每日上午繁忙時間加密至30分鐘一班。[8]
- 2019年11月29日：取消「二號客運大樓」巴士站。[9]
- 2024年6月29日：來回方向繞經港珠澳大橋香港口岸。[10]

## 服務時間及班次
| 每日荃灣（荃威花園）開     | 每日荃灣（荃威花園）開 | 每日荃灣（荃威花園）開 | 每日荃灣（荃威花園）開 | 每日荃灣（荃威花園）開 | 每日荃灣（荃威花園）開 | 每日荃灣（荃威花園）開 |
| -------------------------- | ---------------------- | ---------------------- | ---------------------- | ---------------------- | ---------------------- | ---------------------- |
| 05:35                      | 06:35                  | 07:05                  | 07:35                  | 08:35                  | 09:35                  | 10:35                  |
| 11:35                      | 12:35                  | 13:35                  | 14:35                  | 15:35                  | 16:35                  | 17:35                  |
| 18:35                      | 19:35                  | 20:35                  | 21:35                  | 22:35                  |                        |                        |
| 每日機場（地面運輸中心）開 |                        |                        |                        |                        |                        |                        |
| 09:05                      | 10:05                  | 11:05                  | 12:05                  | 13:05                  | 14:05                  | 15:05                  |
| 16:05                      | 17:05                  | 18:05                  | 19:05                  | 20:05                  | 21:05                  | 22:05                  |
| 23:00                      | 23:55                  |                        |                        |                        |                        |                        |

## 收費
全程：$19.8
- 過青嶼幹線後往荃灣（荃威花園）：$11.3

| - 本線設有12歲以下小童及65歲或以上長者半價優惠。 - 本線不設長者及殘疾人士每程$2.0的票價優惠；12至64歲殘疾人士如使用「殘疾人士身份」個人八達通，以及60至64歲香港居民使用「樂悠咭」繳付車資，會以全費計算。 - 乘客可以現金或八達通於上車時付款，不設找續。 - 每位成人乘客可免費攜帶最多兩名4歲以下而不佔座位的兒童乘客乘車，超額之4歲以下小童必須繳付小童車費乘車。 - 持有「九巴月票」之乘客在車票有效期內，乘搭機場「A」及「NA」線（包括本路線）可享原價二七折優惠（不會計算每天10次合資格車程）；而其他九龍巴士及龍運巴士路線則可每日可享合共最多10程（不包括B1線，但包括聯營路線的九龍巴士／龍運巴士提供的班次；惟B1線則每日可享最多各2程（不會計算每天10次合資格車程））。 - 九龍巴士、城巴、龍運巴士及陽光巴士全職員工及家屬（不包括外判職員）可免費乘搭本路線，惟必須拍職員或職員家屬八達通。 - 乘客亦可透過多元化電子支付系統（e度嘟）繳付車資，包括使用非接觸式VISA卡、JCB卡、萬事達卡、銀聯卡、美國運通、大來國際、Discover Card、Apple Pay、Google Pay、Samsung Pay、AlipayHK「易乘碼」、支付寶、WeChatHK／微信支付「搭車碼」、銀聯雲閃付「乘車碼」及BOC Pay「乘車碼」。使用此支付方式的乘客可享有中途下車之分段收費，以及與其他九巴／龍運獨營路線或聯營線九巴／龍運班次之轉乘優惠，惟不能享有與非九巴／龍運路線之轉乘優惠，亦不能享有「公共交通費用補貼計劃」。 |

### 八達通轉乘優惠
乘客登上本線後指定時間內以同一張八達通卡轉乘以下路線，或從以下路線登車後指定時間內以同一張八達通卡轉乘本線，次程可獲車資折扣優惠：
A38 ←→龍運巴士E線
- A38 往機場 → E31、E36P或E42往東涌／機場，次程車資全免，於青嶼幹線轉車站轉乘，轉乘時限為150分鐘
- E31、E36P或E42往市區 →  A38 往荃灣，回贈首程車資，於青嶼幹線轉車站轉乘，轉乘時限為90分鐘
- A38 往機場 → E32或E41往機場博覽館，次程車資全免，於青嶼幹線轉車站或機場（一號停車場）轉乘，轉乘時限為150分鐘
- E32或E41往往市區 →  A38 往荃灣，回贈首程車資，於機場（地面運輸中心）或青嶼幹線轉車站，轉乘時限為90分鐘

A38 ←→R8，於青嶼幹線轉車站轉乘，次程可獲$3折扣優惠
- A38 任何方向 → R8往迪士尼樂園，轉乘時限為120分鐘
- R8往青嶼幹線轉車站 →  A38 任何方向，轉乘時限為60分鐘

## 使用車輛
現時本線及A31線共同使用16輛亞歷山大丹尼士Enviro 500 MMC雙層空調巴士。

## 行車路線
荃威花園開經：荃景圍、青山公路－荃灣段、海興路、海安路、麗志路、青山公路－荃灣段、麗順路、海安路、青山公路－汀九段、青山公路－新汀九段、青山公路－汀九段、青山公路－深井段、青山公路—青龍頭段、迴旋處、青山公路—青龍頭段、青山公路－深井段、深井交匯處、屯門公路、青朗公路（汀九橋）、青衣西北交匯處、青嶼幹線、北大嶼山公路、機場路、暢航路、機場路、機場南交匯處、暢連路、航天城交匯處、赤鱲角路、順暉路、順匯路、赤鱲角路、東榮路、機場路及暢連路。
機場（地面運輸中心）開經：暢連路、機場南交匯處、暢連路、航天城交匯處、赤鱲角路、順暉路、順匯路、赤鱲角路、順朗路、北大嶼山公路、青嶼幹線、青衣西北交匯處、青朗公路（汀九橋）、屯門公路、深井交匯處、青山公路－深井段、青山公路—青龍頭段、迴旋處、青山公路—青龍頭段、青山公路－深井段、青山公路－汀九段、青山公路－新汀九段、青山公路－汀九段、海安路、麗順路、青山公路－荃灣段、荃景圍、安賢街及荃景圍，具體停站請參考資訊框。

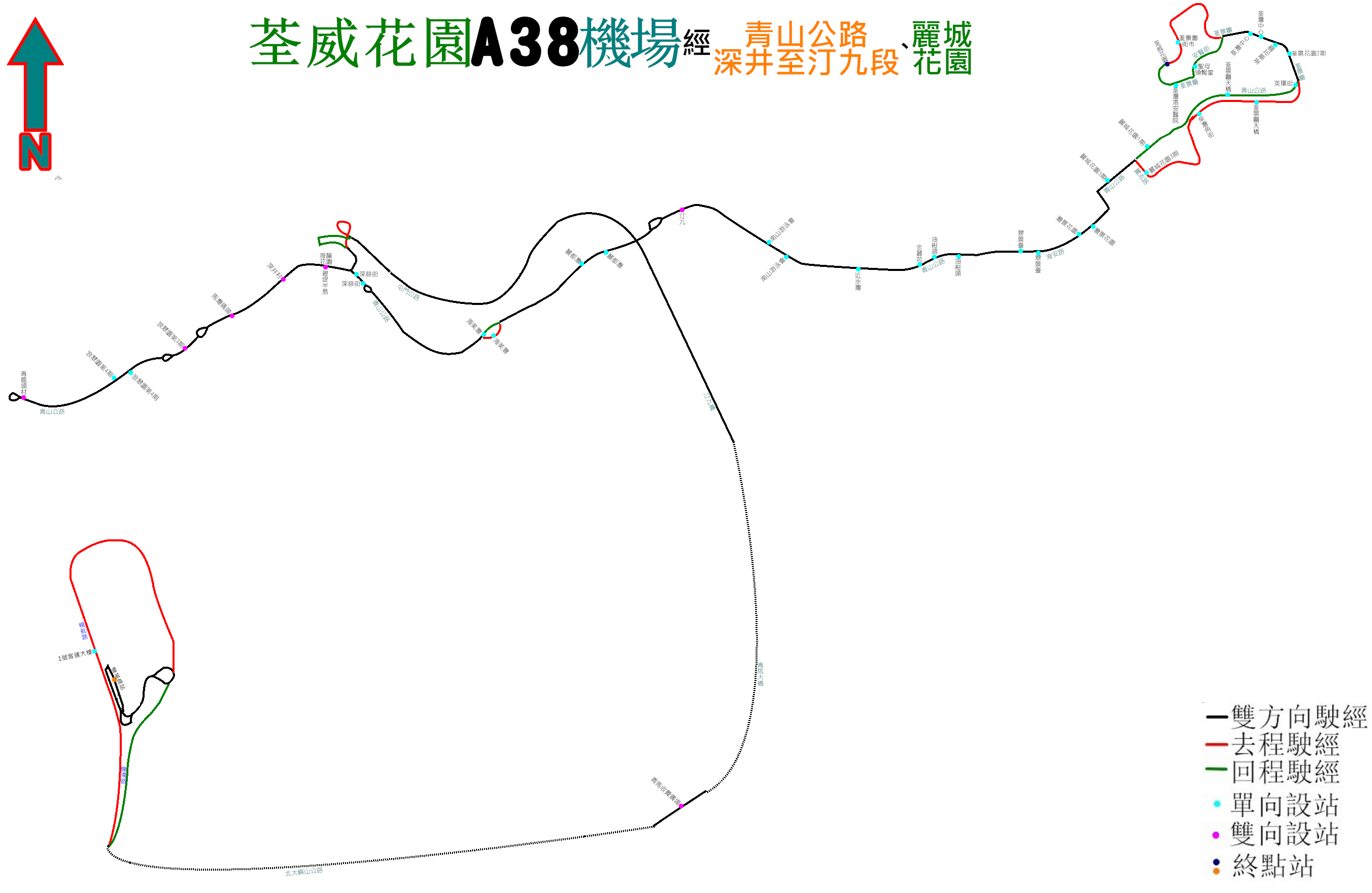
A38線的走線圖

## 飛站問題
當年A31P線繞經青龍頭之特別班次，曾多次未有按原定路線駛進青龍頭村一帶。情況維持約兩年，且更見頻密，惹來當區區議員譴責及傳媒報道。

## 外部連結
- 龍運巴士A38線
- 龍運巴士A38線－681巴士總站 （页面存档备份，存于）